# Mario Botta
Pour les articles homonymes, voir Botta.

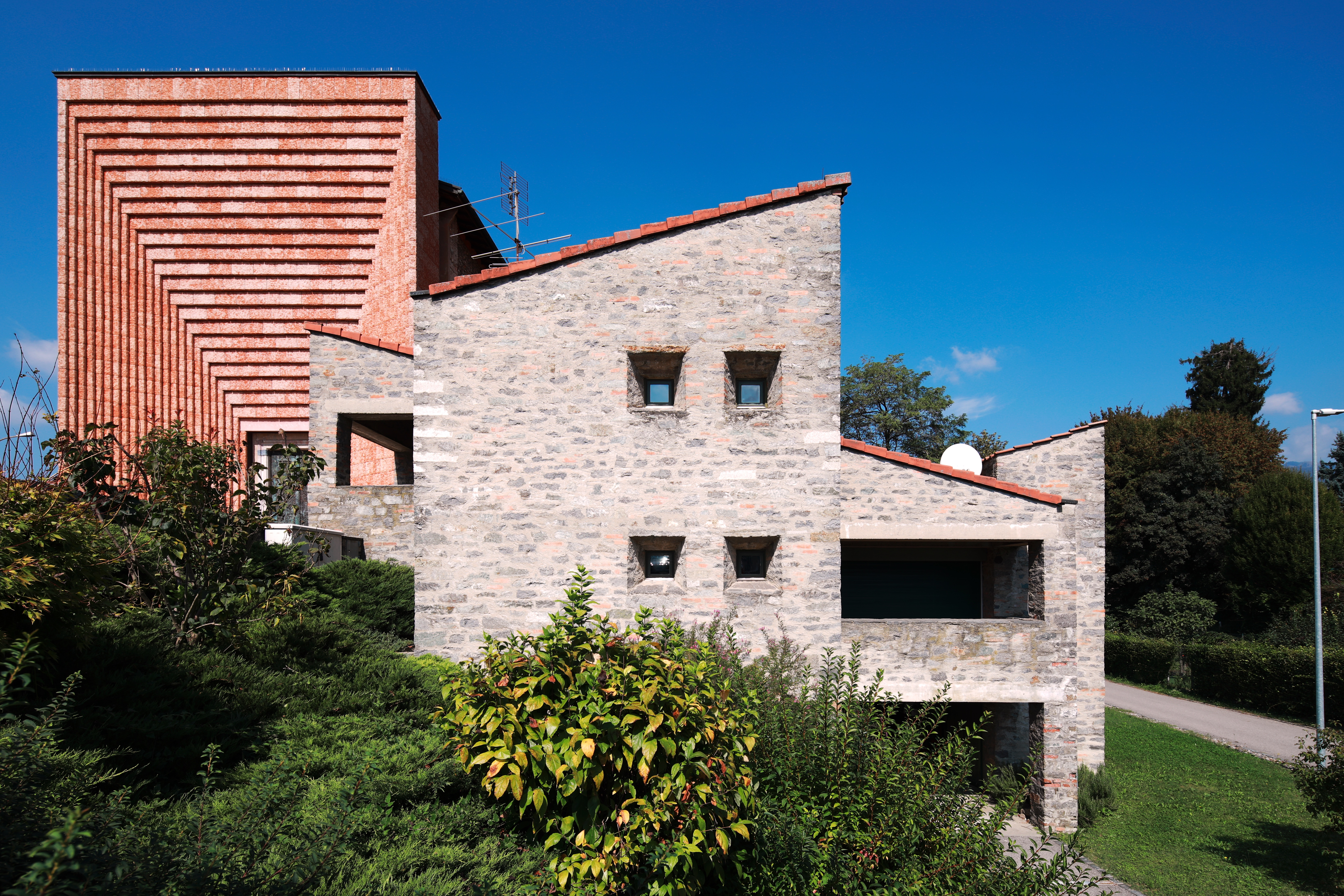
Presbytère de Genestrerio. Première construction de Mario Botta. 1961-1963.

Mario Botta, né le 1er avril 1943 à Mendrisio, dans le canton du Tessin, est un architecte et designer suisse. Architecte de premier plan, il est installé à Mendrisio au Tessin. De renommée internationale, il a réalisé de nombreux ouvrages (résidences d’habitation mais aussi églises, bâtiments administratifs, musées et espaces culturels et aménagements urbains) principalement en Suisse et en Italie, mais aussi en France, aux Pays-Bas, en Allemagne, en Grèce, en Ukraine, en Israël, en Inde, en Chine, au Japon, en Corée du Sud, en Bolivie et aux États-Unis.

## Biographie
Mario Botta quitte l’école obligatoire à 15 ans pour devenir, en 1958, apprenti dessinateur en bâtiment dans le cabinet des architectes Luigi Camenisch et Tita Carloni à Lugano et conçoit sa première maison l'année suivante (presbytère de Genestrerio, 1961-1963).
De 1961 à 1964, il étudie au Liceo Artistico à Milan puis, jusqu'en 1969 à l'Université IUAV de Venise. En parallèle, il travaille en 1965 dans l'atelier parisien de Le Corbusier. Son premier projet est une chapelle au sein du monastère Bigorio Capuchin (Tessin suisse) en 1966.
En 1970, Mario Botta ouvre sa propre agence à Lugano, et s’engage alors dans la réalisation de nombreuses maisons individuelles en Suisse mais aussi de projets majeurs qui lui valent une renommée internationale.
Il devient, dès 1978, membre de la fédération suisse des architectes puis, de 1982 à 1987, membre de la commission fédérale des beaux-arts. Il a été membre suppléant du jury international réuni en 1983 pour choisir l'architecte chargé de construire l'Opéra Bastille à Paris. Il a enseigné à l’EPFL et l’EPFZ.
Il est considéré comme un représentant de l’École Tessinoise d’Architecture (it) et il a fondé, en 1996, l’Académie d’Architecture de Mendrisio où il a enseigné.
En 2011 son cabinet Mario Botta Architetti déménage à Mendrisio où il continue d’entreprendre de grands projets à l’étranger.

## Œuvre
Mario Botta navigue dans ce que Manfredo Tafuri appelle « l’utopie ». Les architectes qui l'ont influencé sont Le Corbusier, Carlo Scarpa et Louis Kahn (Mario Botta : Architecture 1960 1985, Electa, 1986 p. 288).
Après avoir construit une vingtaine de maisons individuelles, Botta élargit son champ d'activité au début des années 1980 à l’architecture bancaire, puis au design, et enfin aux constructions culturelles.
En 1985, il est retenu pour la conception du Musée d'Art contemporain Watari au Japon qu'il livre en 1990. Il a ensuite notamment réalisé en 1991, pour le 700e anniversaire de la Confédération, le Dôme d’Europa Park, en Allemagne, en 1995 le Musée d’Art Moderne de San Francisco en Californie et la cathédrale d’Évry, en 1996 le Musée Tinguely à Bâle, en Suisse, et l’église Saint Jean Baptiste (it) de Morgno en Italie, en 1997 le Centre Dürrenmatt sur les hauteurs de Neuchâtel, en Suisse, en 1998 la Synagogue Cymbalista à Tel-Aviv en Israël, en 2007 le controversé casino de Campione d’Italia en Italie et en 2010 le musée Bechtler à Charlotte, en Caroline du Nord. En février 2019, Labiomista ouvre à Genk, en Belgique, un complexe visant à poursuivre le projet du Cosmopolitan Chicken Project (en) en créant un espace de mixité naturelle pour favoriser la création de nouveaux génotypes chez le poulet, un bâtiment conçu par Mario Botta.
Les idées fortes que défend Botta sont que « l’architecture n’est pas un problème esthétique, mais éthique », conviction héritée de John Ruskin ; l’assurance que la maîtrise de la lumière n’est possible que par la simplicité des formes ; que la construction est « un acte de dialectique de la nature » ; que la peau d’une façade doit être riche et sobre à la fois.
Mario Botta réinvente des formes les plus simples, les plus évidentes - cercle, carré, rectangle - et les décline en de multiples combinaisons. Ses volumes servent ainsi le principe constant d’une distribution hiérarchique. Ces formes retrouvées par Botta ont en commun quelque chose d’archaïque, de préhistorique, qui rassure. Son œuvre rejette la grande série, il ne travaille pas pour une élite fortunée mais vise le simple individu. L’utilisation de la brique et de matériaux usuels rend le coût de ses maisons abordable : il n’excède guère celui d’une maison traditionnelle.
De plus, son engouement pour les arbres est tel qu’il les impose dans ses architectures comme un décor – qui n’existait pas dans l’architecture moderne – et non comme un lieu de promenade.
Une des œuvres les plus célèbres de Botta est la maison ronde de Stabio, 1982. Simple et très dépouillé, le cylindre qui la constitue n’emprisonne pas les éléments de la vie familiale, au contraire, il définit les espaces communs et réserve des lieux clos nécessaires à chacun.
En 50 ans de carrière, Mario Botta a conçu et bâti 22 bâtiments religieux dont la Cathédrale de la Résurrection d'Évry considérée comme la seule cathédrale bâtie en France métropolitaine au XXe siècle, qui fait l'objet d'une exposition au Ringturm Exhibition Center de Vienne.

## Principales réalisations
| Photo | Date      | Nom | Lieu                                     |
| ----- | --------- | --- | ---------------------------------------- |
|       | 1970-1971 | Maisons individuelles                                                                                                 | Cadenazzo, Suisse                        |
|       | 1971-1973 | Maison Bianchi | Riva San Vitale, Suisse                  |
|       | 1972-1977 | École | Morbio Inferiore, Suisse                 |
|       | 1975-1976 | Maisons individuelles                                                                                                 | Ligornetto, Suisse                       |
|       | 1982      | La Casa Rotonda | Stabio, Suisse                           |
|       | 1984      | Maisons individuelles                                                                                                 | Morbio Superiore, Suisse                 |
|       | 1985-1990 | Musée d'Art contemporain Watari                                                                                       | Tokyo, Japon                             |
|       | 1987      | Maison de la culture (Espace Malraux)                                                                                 | Chambéry, France                         |
|       | 1987      | Banque cantonale de Fribourg                                                                                          | Fribourg, Suisse                         |
|       | 1987      | Maison du livre, de l'image et du son François Mitterrand                                                             | Villeurbanne, France                     |
|       | 1988      | La Banca del Gottardo                                                                                                 | Lugano, Suisse                           |
|       | 1992      | Maisons individuelles                                                                                                 | Daro, Bellinzona                         |
|       | 1994      | Église Saint Jean-Baptiste de Mogno                                                                                   | Tessin, Suisse                           |
|       | 1994      | San Francisco Museum of Modern Art                                                                                    | San Francisco, États-Unis                |
|       | 1995      | Cathédrale de la Résurrection d'Évry                                                                                  | Évry, France                             |
|       | 1995      | Banque UBS | Bâle, Suisse                             |
|       | 1996      | Église Santa Maria degli Angeli                                                                                       | Monte Tamaro, Suisse                     |
|       | 1996      | Musée Tinguely | Bâle, Suisse                             |
|       | 1998      | Synagogue Cymbalista                                                                                                  | Université de Tel-Aviv, Israël           |
|       | 1999      | La Fortezza | Maastricht-Céramique, Pays-Bas           |
|       | 1999      | Musée de la fondation Martin Bodmer                                                                                   | Cologny, Suisse                          |
|       | 2000      | La Chapelle in Azzano di Seravezza                                                                                    | Seravezza, Italie                        |
|       | 2000      | Centre Dürrenmatt Neuchâtel                                                                                           | Neuchâtel, Suisse                        |
|       | 2001      | Siège de la firme Harting                                                                                             | Minden, Allemagne                        |
|       | 2002      | Rénovation du Théâtre de la Scala                                                                                     | Milan, Italie                            |
|       | 2002      | MART (Museo d'Arte Moderna e Contemporanea di Trento e Rovereto)                                                      | Trento et Rovereto, Italie               |
|       | 2004      | Leeum, Samsung Museum of Art                                                                                          | Séoul, Corée du Sud                      |
|       | 2004      | Tour de Moron | Malleray, Suisse                         |
|       | 2006      | Église de la Sainte-Face de Turin                                                                                     | Turin, Italie                            |
|       | 2007      | Casino de Campione d'Italia                                                                                           | Campione d'Italia, Italie                |
|       | 2010      | chai-cathédrale du Château Faugères                                                                                   | Saint-Étienne-de-Lisse, France           |
|       | 2010      | Bechtler Museum of Modern Art                                                                                         | Charlotte (Caroline du Nord), États-Unis |
|       | 2017      | Restaurant panoramique Fiore di pietra ou Steinblume au sommet du Monte Generoso (avec l'architecte Giulio Andreolli) |                                          |

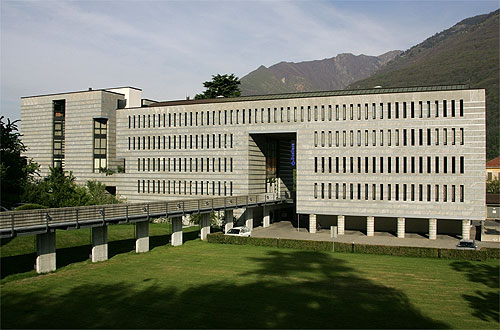
Bellinzona (Suisse)

## Publications
- (en) Mario Botta, Mario Botta Architecti, The Images Publishing Group, 2017, 256 p. (ISBN 9781864707366)
- (it) Mario Botta, Paolo Crepet et Giuseppe Zois, Dove abitano le emozioni. La felicità e i luoghi in cui viviamo, Einaudi, 2007
- (it) Mario Botta, « Una cantina a Suvereto », Locus, no 7,‎ novembre 2007, p. 53–55
- (it) Mario Botta, La chiesa del Santo Volto a Torino, Skira, 2007
- (it) Mario Botta, Elisabetta Fabbri et Franco Malgrande, Il Teatro alla Scala. Restauro e ristrutturazione, Milano, Skira, 2005
- (it) Mario Botta, Quasi un diario. Frammenti intorno all'architettura, Le Lettere, 2003
- (it) Mario Botta, Modelli di architettura, Alinea, 2000
- (it) Mario Botta, Museum Jean Tinguely, Bern, Benteli Verlag Bern, 1997
- (it) Mario Botta, Etica del costruire, Bari, Editori Laterza, 1996
- (it) Mario Botta, AA.VV. et Emilio Ambasz, Architettura e design. Per una riconciliazione con la natura, Milano, Electa, 1995
- (en) Mario Botta, Watari-Um Project In Tokyo 1985-1990, Tokyo, 1990 (ASIN B000JLBVB2)